# Geometria descriptiva

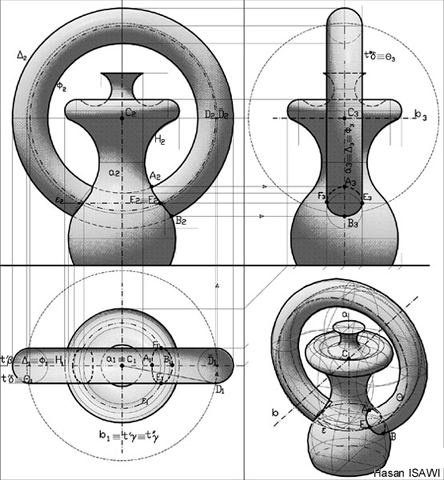
Exemple de quatre representacions en dos dimensions d'un mateix objecte tridimensional

Geometria descriptiva és la branca de la geometria que permet la representació d'objectes tridimensionals en el pla de dues dimensions, utilitzant un conjunt específic de procediments. És una ciència aplicada el resultat de la qual és important per a l'enginyeria, l'arquitectura, el disseny i en l'art, Tanmateix, la topografia i la geografia apliquen parcialment els procediments o protocols de la geometria descriptiva. Gaspard Monge, considerat el fundador de la geometria descriptiva, va desenvolupar una tècnica de dibuix basada en les projeccions ortogonals sobre diversos plans, anomenats plans de projecció, per resoldre problemes geomètrics, mentre treballava com a ponent de fortificacions militars.
Els protocols de Monge permeten construir el dibuix d'un objecte imaginari de tal forma que basant-se en aquest, es poden extreure la forma i les dimensions de l'objecte real de tres dimensions. L'objecte tridimensional pot ser vist com a diverses imatges des de qualsevol posició o punt de vista en l'espai. Aquestes imatges s'anomenen projeccions de l'objecte sobre un pla de projecció i estan representades per un dibuix de dues dimensions. Les innovacions de Monge van tenir una enorme transcendència en els camps de l'arquitectura i l'enginyeria, ja què per primer cop, en la Revolució Industrial que llavors s'iniciava, es podia representar un objecte com un component d'una màquina, en la forma i dimensions reals, a escala de forma que permetia modelar-la o reproduir-la fidelment tantes vegades com fos necessari. També es podia representar un carrer o un edifici futur, i després fer-lo sencer, segons els plànols, és a dir les representacions de l'edifici sobre diferents plans de projecció, i determinar, a partir de les mides reals obtingudes a escala, les quantitats de materials i mà d'obra emprades per a la construcció i, conseqüentment, estimar el cost econòmic amb més exactitud.

## Procediments o sistemes de representació

### Sistema dièdric

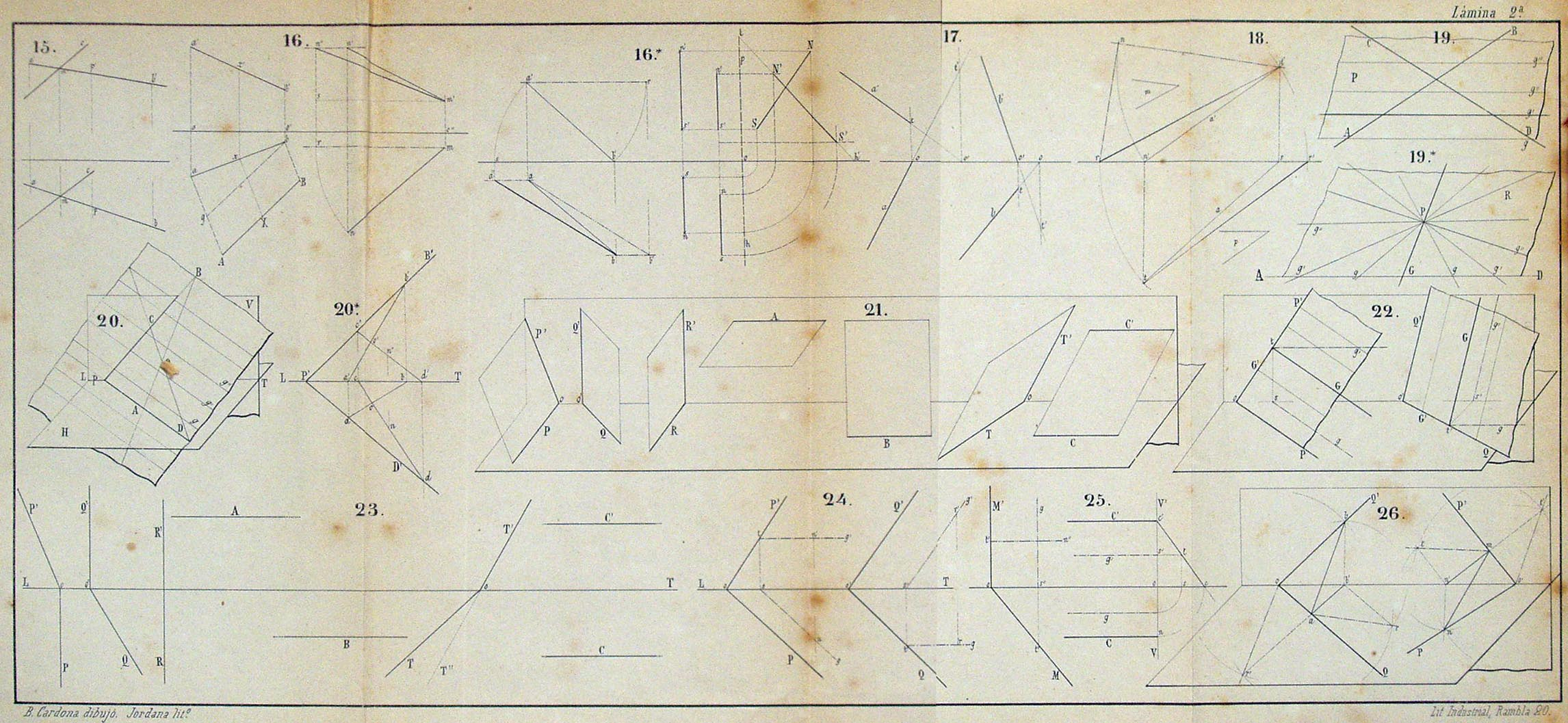
Sistema dièdric. Làmina 2 d'un tractat de «geometria descriptiva» del segle XIX

El sistema dièdric de Gaspard Monge és el més important dels sistemes de representació plana de l'espai tridimensional i dels seus objectes. La base del sistema fa ús de la imaginació humana per fonamentar la tècnica de creació d'una imatge bidimensional a partir de les projeccions paral·leles, les quals són com raigs rectilinis (com la llum) que emanen d'un objecte imaginari fins a la intersecció amb el pla de projecció que hi és perpendicular. A partir dels punts que s'obtenen en les interseccions es crea la imatge desitjada que s'anomena «projecció de l'objecte sobre el pla de projecció».
Els procediments del sistema dièdric necessiten un mínim de tres plans de projecció, normalment el pla horitzontal i dos plans verticals que generalment són perpendiculars entre ells, per determinar tots els punts i línies d'un objecte. Però la complicació de la representació de les superfícies i línies ubicades en segon pla de cada vista és incompatible amb una tècnica que de la correcció i simplicitat del dibuix en fa el seu paradigma, ja que la claredat és molt important en les aplicacions finals i aconsella emprar tants plans de projecció, paral·lels als anteriors o obliqües respecte d'aquests, com siguin necessaris per a una major claredat dels dibuixos. En enginyeria s'empren sis projeccions o vistes estàndard d'un objecte, són: frontal, lateral esquerra, lateral dreta, avall o de dalt a baix i amunt o de baix a dalt; en arquitectura s'empren les següents: planta o projecció horitzontal, alçat frontal, alçats laterals dreta i esquerra, alçat posterior i coberta, la projecció amunt o de baix a dalt només s'utilitza quan hi ha elements arquitectònics o constructius rellevants al sostre. Tant en enginyeria com en arquitectura també s'empren les seccions, les quals són alçats per un pla que fa intersecció, és a dir talla, l'edifici o objecte. La planta, en arquitectura, és una secció per un pla horitzontal a l'alçada de les finestres; es fan tantes plantes com pisos diferents té un edifici.

### Sistema cònic

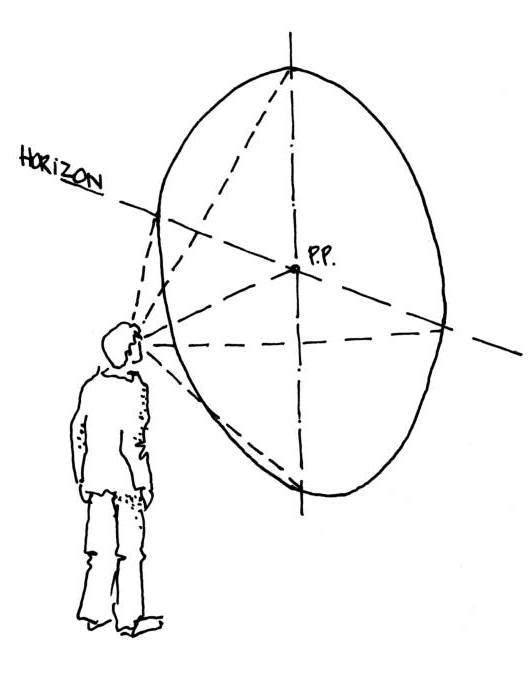
Sistema cònic, el punt de vista i el con de raigs projectants en la perspectiva.

El sistema cònic de projecció, és una generalització i codificació de la perspectiva, la qual és un procediment per representar l'espai i els seus objectes conegut des de fa molts segles i codificat des del Renaixement. La perspectiva cònica permet fer una representació no mensurable de l'espai real incorporant-hi la profunditat corresponent. En el sistema cònic els raigs projectants dels objectes no són paral·lels ni perpendiculars al pla de projecció, sinó que conflueixen en un punt, anomenat «punt de vista», el qual és una posició teòrica de l'ull del dibuixant o l'observador en l'espai on hi ha els objectes a representar.
En la perspectiva artística, també anomenada «perspectiva del dibuixant», el feix de raigs que projecten l'espai, es limiten a un con de revolució amb un angle d'entre 30º i 45°, ja que un angle major comporta distorsions en les imatges i un angle menor disminueix la sensació o percepció de la profunditat. Si bé el sistema cònic, igual que el dièdric, permet reproduir l'objecte o espai representat, les complicacions per obtenir-ne les dimensions reals només el fan aconsellable per a visualitzacions o representacions idealitzades.
El sistema dièdric pot ser entès com un cas particular del sistema cònic, on el punt de vista està a l'infinit, i els raigs projectants són, per tant, paral·lels i perpendiculars als plans de projecció.
Els sistema o projecció isomètric, pot ser entès com un cas particular del sistema dièdric o cònic, ja que es projecta i es veu el triedre rectangular o paral·lelepípede bàsic que envolta l'objecte des d'una direcció o angle que permet la projecció simultània de les sis cares. El sistema conserva les dimensions o mides dels segments rectilinis, però no els angles que formen les línies, i transforma les corbes en altres corbes diferents homòlogues de les corbes reals, com l'el·lipse que és una transformada homòloga del cercle (corba real).

### Sistema acotat

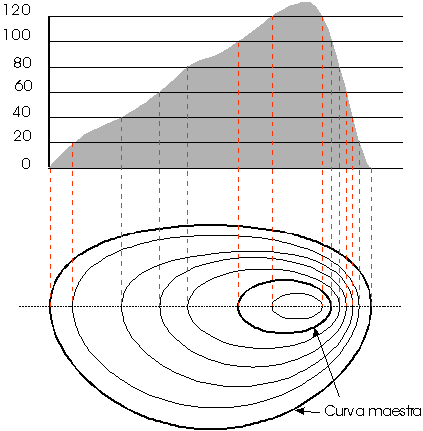
Sistema acotat, determinació de les corbes de nivell.

El sistema acotat és una projecció normal (perpendicular) dels objectes de l'espai sobre un pla, normalment el pla horitzontal, on la profunditat o alçada de cada punt es determina mitjançant una línia de cota numèrica indicativa, al costat del punt corresponent. És el sistema emprat bàsicament per la topografia i aplicacions que fan ús d'aquesta ciència com l'enginyeria d'abast territorial (de camins, i obres públiques), o per l'urbanisme i altres aplicacions d'ordenació del territori o del medi ambient.
En topografia, per facilitar la visualització del relleu es fan servir les corbes de nivell, que són la figura geomètrica, a escala, determinada per la intersecció del terreny o dels seus accidents i objectes, amb plans horitzontals o "llesques" situats a una mateixa alçada predeterminada. El conjunt de corbes de nivell acotades, proporciona una visió de les sinuositats horitzontals del terreny, amb les seves carenes i obagues, així com una estimació visual del pendent basat en la proximitat relativa de les corbes de nivell en un determinat lloc.